# Joana
Pour les articles ayant des titres homophones, voir Joanna et Johanna.
Joana est un prénom féminin qui est traditionnellement usité en Occitanie et au Pays basque,.
En hébreu, il signifie « Dieu fait grâce ».
Ce prénom est relativement rare et est très peu attribué aujourd'hui. Sa tendance pour 2005 est stable.